# اچ‌دی ۱۴۷۵۰۶
اچ‌دی ۱۴۷۵۰۶ یک ستاره است که در صورت فلکی زانوزده قرار دارد.